# Candragomin
(Candragomin)
Candragomin (Vārendra, inizi VII secolo – ...) è stato un monaco buddhista indiano, poeta e filosofo di scuola Mahāyāna  Cittamātra.
Candragomin era figlio di uno studioso di casta kṣatriya. Fu allievo di  Sthiramati (VI sec.), a sua volta seguace della scuola buddista  Cittamātra fondata da Asaṅga e Vasubandhu (IV secolo d.C.). È noto nelle fonti tibetane, per aver sostenuto le tesi  Cittamātra contro il Mādhyamika Candrakīrti presso l'università di Nālandā per oltre sette anni, senza che nessuno dei due prevalesse. Fu autore del Cāndravyākaraṇa, commentario della grammatica di Pāṇini in cui criticò Patañjali. Secondo la tradizione tibetana lesse le opere di Candrakīrti giudicandole migliori delle sue, gettando le sue in un pozzo. Ma gli apparve Tārā che gli impose di recuperarle a beneficio degli esseri senzienti. Nel Tanjur del Canone tibetano sono conservati quattro inni a Tārā a lui attribuiti.